# Mittlerer Schafalpenkopf
Mittlerer Schafalpenkopf är en bergstopp i Österrike.   Den ligger i distriktet Bludenz och förbundslandet Vorarlberg, i den västra delen av landet, 500 km väster om huvudstaden Wien. Toppen på Mittlerer Schafalpenkopf är 2 302 meter över havet, eller 196 meter över den omgivande terrängen. Bredden vid basen är 1,1 km.
Terrängen runt Mittlerer Schafalpenkopf är huvudsakligen bergig. Närmaste större samhälle är Bludenz, 17,9 km väster om Mittlerer Schafalpenkopf. 
Trakten runt Mittlerer Schafalpenkopf består i huvudsak av gräsmarker. Runt Mittlerer Schafalpenkopf är det ganska glesbefolkat, med 47 invånare per kvadratkilometer.